# 美國深南部

標示深紅色的州便是今日所謂的「深南部」。 比鄰的得克薩斯州東部，佛羅里達州也被認為是這個地理分區的一部分。

深南部（Deep South 或 Lower South），又稱為棉花州（Cotton States），也常被譯為南方腹地，是美國南部的文化與地理區域名稱，與「上南方」（Upper South）相對。深南部並沒有統一的定義，一般情況下是將亞拉巴馬州、佐治亞州、路易斯安那州、密西西比州和南卡羅來納州視為其範圍。有時得克薩斯州和佛羅里達州也被視為深南部的一部分。深南部過去曾長期是民主黨的票倉。但近年來的幾次重大選舉中，已轉為共和黨的主要支持地。